# Nico Elvedi
Nico Elvedi (sinh 30 /9/ 1996) là hậu vệ người Thụy Sĩ hiện đang chơi cho Borussia Mönchengladbach.

## Thống kê sự nghiệp

### Câu lạc bộ
Tính đến 11 tháng 5 năm 2024
| Câu lạc bộ               | Mùa giải            | Giải đấu | Giải đấu | Cúp quốc gia | Cúp quốc gia | Châu Âu | Châu Âu | Tổng cộng | Tổng cộng |
| Câu lạc bộ               | Mùa giải            | Trận     | Bàn      | Trận         | Bàn          | Trận    | Bàn     | Trận      | Bàn       |
| ------------------------ | ------------------- | -------- | -------- | ------------ | ------------ | ------- | ------- | --------- | --------- |
| FC Zürich                | 2013-14             | 2        | 0        | -            | -            | -       | -       | 2         | 0         |
| FC Zürich                | 2014–15             | 16       | 1        | 3            | 0            | 5       | 0       | 24        | 1         |
| FC Zürich                | Tổng cộng           | 18       | 1        | 3            | 0            | 5       | 0       | 26        | 1         |
| Borussia Mönchengladbach | 2015-16             | 21       | 0        | 2            | 0            | 2       | 0       | 25        | 0         |
| Borussia Mönchengladbach | 2016–17             | 25       | 0        | 2            | 0            | 8       | 0       | 35        | 0         |
| Borussia Mönchengladbach | 2017–18             | 33       | 2        | 3            | 0            | —       | —       | 36        | 2         |
| Borussia Mönchengladbach | 2018–19             | 30       | 2        | 1            | 0            | —       | —       | 31        | 2         |
| Borussia Mönchengladbach | 2019–20             | 32       | 1        | 2            | 0            | 5       | 0       | 39        | 1         |
| Borussia Mönchengladbach | 2020–21             | 29       | 3        | 4            | 1            | 7       | 1       | 40        | 5         |
| Borussia Mönchengladbach | 2021–22             | 28       | 1        | 3            | 0            | —       | —       | 31        | 1         |
| Borussia Mönchengladbach | 2022–23             | 32       | 3        | 2            | 0            | —       | —       | 34        | 3         |
| Borussia Mönchengladbach | 2023–24             | 30       | 2        | 3            | 0            | —       | —       | 33        | 2         |
| Borussia Mönchengladbach | Tổng cộng           | 260      | 14       | 21           | 1            | 21      | 1       | 303       | 16        |
| Tổng cộng sự nghiệp      | Tổng cộng sự nghiệp | 278      | 15       | 24           | 1            | 27      | 1       | 329       | 17        |

### Quốc tế
Tính đến 8 tháng 6 năm 2024
| Thụy Sĩ   | Thụy Sĩ | Thụy Sĩ |
| Năm       | Trận    | Bàn     |
| --------- | ------- | ------- |
| 2016      | 3       | 0       |
| 2017      | 1       | 0       |
| 2018      | 5       | 1       |
| 2019      | 8       | 0       |
| 2020      | 5       | 0       |
| 2021      | 13      | 0       |
| 2022      | 6       | 0       |
| 2023      | 8       | 0       |
| 2024      | 4       | 1       |
| Tổng cộng | 53      | 2       |

### Bàn thắng quốc tế
| # | Ngày                 | Địa điểm                        | Đối thủ | Bàn thắng | Kết quả | Giải đấu                    |
| - | -------------------- | ------------------------------- | ------- | --------- | ------- | --------------------------- |
| 1 | 18 tháng 11 năm 2018 | Swissporarena, Lucerne, Thụy Sĩ | Bỉ      | 4–2       | 5–2     | UEFA Nations League 2018–19 |
| 2 | 4 tháng 6 năm 2024   | Swissporarena, Lucerne, Thụy Sĩ | Estonia | 3–0       | 4–0     | Giao hữu                    |